# 野村文挙
野村 文挙（のむら ぶんきょ、旧字体：野村文擧、安政元年11月11日（1854年12月30日） - 明治44年（1911年）1月24日）は、明治時代に活躍した四条派の日本画家。本名は松太郎。字は子融。号は石泉。

## 略歴
京都府下京区長刀鉾町（四条烏丸）に生まれる。父・野村宇兵衛は四条大宮で呉服屋を営んでいた。慶応3年（1867年）4月、14歳で梅川東挙に就いて浮世絵を学ぶが、明治2年（1869年）9月塩川文麟に入門し本格的に画を学び始める。畿内19ヶ国を遊歴しながら精緻な写生を重ね、師・文麟から学んだ山水画の手法に西洋画的な写実性を加えていく。
明治10年（1877年）内国勧業博覧会で褒状を受け、この年から連年京都博覧会で受賞を重ねる。明治13年（1880年）に京都府画学校が設立されると、同年3月出仕を拝命する。翌年第二回内国勧業博覧会に出品した「宇治川秋暁」「加茂夏雨」で妙技賞牌を受ける。明治17年（1884年）第二回内国絵画共進会に出品した作品が宮内省御用品となる。
明治18年（1885年）文麟没後、森寛斎に師事する。明治19年（1887年）弟子の山元春挙を寛斎に託し、東京へ移住する。明治21年（1888年）日本美術協会展で今尾景年と共に銅牌を受けるなど、東京画壇の中心作家となる。翌22年（1889年）山高信離と黒田清隆の力添えで学習院で教鞭をとり、更に翌年の9月に助教授となる。この頃文挙は、東京美術学校へフェノロサの授業を聴講しに通い、日本画復興への機運にのって、学習院院長を説得し鉛筆画の科目を毛筆画に変更させる。
明治29年（1896年）日本絵画協会が結成されると積極的に参加し、銅牌や一等褒状など受賞を重ねる。しかし、明治31年（1898年）協会の審査方針に不満を唱えた望月金鳳らと行動を共にし、日本画会の結成に参加、瀧和亭、川端玉章、荒木寛畝らと審査員に選ばれる。同年の日本絵画協会・日本美術院の共進会では「春景山水」を出品するも、以後徐々に日本絵画協会から離れていく。同年、台湾総督府の命により獣類15種を描いて振天府御用品となり、明治33年（1900年）にも新高山、膨湖島を描いて奉納する。
明治36年（1903年）第五回内国勧業博覧会に出品するも、この頃から画壇を離れ依頼画の求めにも応ぜす、再び画道研鑽の日々を送る。明治40年（1907年）文展が開催されると審査員となり、第一回展に出品した「月下渓流図」で三等賞を受ける。明治43年（1910年）第四回文展の審査員を務めた頃から病にかかり、北海道へ写生旅行に赴くも、帰京後間もない翌明治44年（1911年）1月24日に死去。享年58。
明治36年（1903年）9月に、宮原初喜を婿養子として迎える。初喜は名前を野村雪江（のむらせっこう）と改めた。
弟子に山元春挙、太田文暉、阿出川真水など。

## 代表作
- 山水図 （東京国立博物館） 絹本墨画
- 嵐山・高雄図 （滋賀県立近代美術館） 紙本著色 六曲一双 明治28年（1895年）頃
- 北海道忍路高島真景 （三の丸尚蔵館） 絹本著色 双幅 明治43年（1910年）翌年北海道行幸の際、小樽区長から献上

## 参考資料
- 日本美術院百年史編集室編 『日本美術院百年史 第一巻』上、日本美術院、1989年
- 日本美術院百年史編集室編 『日本美術院百年史 第二巻』上、日本美術院、1990年